# Diocesi di Puqi
La diocesi di Puqi (in latino: Dioecesis Puchivana) è una sede della Chiesa cattolica in Cina suffraganea dell'arcidiocesi di Hankou. Nel 1950 contava 5.413 battezzati su 765.000 abitanti. La sede è vacante.

## Territorio
La diocesi è situata nella parte sudorientale della provincia cinese di Hubei e comprende le città-prefettura di Ezhou, Huanggang, Huangshi e Xianning.
Sede vescovile è la città di Chibi, che fino al 1998 aveva il nome di Puqi.

## Storia
La prefettura apostolica di Puqi (Puchi) fu eretta il 12 dicembre 1923 con il breve Quo christiani di papa Pio XI, ricavandone il territorio dal vicariato apostolico di Hupeh Orientale (oggi arcidiocesi di Hankou). Monsignor Odorico Tc'eng fu tra i primi sei vescovi cinesi ordinati da Pio XI a Roma il 28 ottobre 1926.
Il 10 maggio 1951 la prefettura apostolica è stata elevata al rango di diocesi con la bolla Qui universum di papa Pio XII.
La diocesi è rimasta senza vescovi per molto tempo. Nel 1990 un sacerdote fu incaricato della piccola comunità cattolica, ridotta a 20 persone: nel 1991 è stata consacrata una chiesa nella città di Puqi.

## Cronotassi dei vescovi
Si omettono i periodi di sede vacante non superiori ai 2 anni o non storicamente accertati.
- Odorico Tc'eng (Cheng He-de), O.F.M. † (21 marzo 1924 - 13 novembre 1928 deceduto)
- Giuseppe Marie Chang (Zhang Jing-xiu) † (16 aprile 1929 - 20 aprile 1941 deceduto)
  - Sede vacante (1941-1947)
- John Siao † (1947 - 1949 dimesso)
- Joseph Li Tao-nan (Li Dao-nan) † (23 febbraio 1949 - 1973 deceduto)
  - Sede vacante
  - Anthony Tu Shihua, O.F.M. † (1959 - 4 gennaio 2017 deceduto) (vescovo ufficiale)[1]

## Statistiche
La diocesi nel 1950 su una popolazione di 765.000 persone contava 5.413 battezzati, corrispondenti allo 0,7% del totale.
| anno | popolazione | popolazione | popolazione | presbiteri | presbiteri | presbiteri | presbiteri                | diaconi | religiosi | religiosi | parrocchie |
| anno | battezzati  | totale      | %           | numero     | secolari   | regolari   | battezzati per presbitero | diaconi | uomini    | donne     | parrocchie |
| ---- | ----------- | ----------- | ----------- | ---------- | ---------- | ---------- | ------------------------- | ------- | --------- | --------- | ---------- |
| 1950 | 5.413       | 765.000     | 0,7         | 12         | 12         |            | 451                       |         |           | 12        | 5          |